# Arquidam II
Arquidam II (en llatí Archidamus, en grec antic Ἀρχίδαμος) fou rei d'Esparta el 17è dels europòntides, fill de Zeuxidam (anomenat Cinisc per molts espartans) que havia mort abans que el seu pare Leotíquides. Va pujar al tron després de la deposició del seu avi l'any 469 aC. Va regnar fins aproximadament el 427 aC.
Leotíquides, després d'haver perdut a Zeuxidam, va contreure segones núpcies amb Eurídama, germana de Meni i filla de Diactòrides. Aquesta segona esposa no va tenir fills mascles, solament una filla anomenada Lampitó, que va donar en matrimoni al seu net Arquidam. Va ascendir al tron després que el seu avi, Leotíquides, fos bandejat vers el 476 aC després de ser acusat de suborn.
El 465 o 464 aC Esparta va patir un gran terratrèmol que va deixar la ciutat en ruïnes i va afectar tot Lacònia. Va reunir els espartans que van sobreviure per fer front a una possible revolta dels ilotes. Durant nou anys va combatre els revoltats messenis junt amb Nicomedes, regent de Pleistonax. El seu col·lega Pleistarc ja hauria mort en aquest moment. Va fer expedicions a Dòrida i a Delfos i va fer la guerra a Atenes que va acabar amb una treva de 30 anys en la que potser no va participar.
La guerra del Peloponès va portar durant els primers deu anys el nom de guerra d'Arquidam, però realment només va participar en dues expedicions a l'Àtica: el tercer any un atac a Platea i el quart any un atac a l'Àtica mateix (428 aC). El 427 aC ja era comandant Cleòmenes I i devia morir aquell mateix any doncs el 426 aC ja apareix el seu fill i successor Agis II com a rei.
Va deixar dos fills, Agis, ja mencionat, de la seva dona Lampito, germanastra de son pare, i Agesilau, de la seva segona dona Eupòlia. Va deixar també una filla anomenada Cinisca.